# Mabel de Bellême
Mabel de Bellême eller Mabel Talvas, död 2 december 1079 i Bures, Orne, var en normandisk vasall: regerande Dame av Alençon, Séez och Bellême, samt genom äktenskap grevinna av Shrewsbury och Lady av Arnudel. Hon beskrivs av Orderic Vitalis som ökänd för sin grymhet och var mor till Robert de Bellême, som också var känd för att vara grym. 
Hon var dotter och arvtagare till den fransk-normandiske vasallen Guillaume II Talvas de Bellême (död 1052) och Hildenburg. Mellan 1050 och 1054 gifte hon sig med Robert II av Montgommery, rådgivare till hertig Vilhelm Erövraren av Normandie. Hennes make deltog inte i erövringen av England 1066 utan stannade kvar som rådgivare till Normandies regent Matilda av Flandern, men han deltog indirekt med 60 skepp i anfallsflottan. År 1067 följde hon maken till England, där han fick ett grevskap i förläning. 
Mabel beskrivs i Orderic Vitalis som grym, listig och förslagen. Hon var inblandad i en del fejder med andra adliga klaner och ska ha ruinerat flera medlemmar av adeln genom att stjäla deras gods. Hon låg i konflikt med familjen Giroie, och ska enligt uppgift ha förgiftat Arnold de Echauffour från denna familj. År 1077 erövrade hon Hugh Bunels förläningar med våld. Den 2 november 1079 lyckades Bunel, tillsammans med sina tre bröder, bryta sig in i hennes sängkammare, där hon vilade efter ett bad, och mördade henne genom att hugga huvudet av henne.